# Parc de Saumont
Le parc de Saumont est le principal parc public de la ville d'Aoste, inauguré en 2008.

## Situation
Le parc se situe dans la localité du même nom, le long du torrent Buthier, au nord de la ville d'Aoste.

## Description
La superficie du parc dépasse légèrement les 16 000 m². À l'intérieur, on y trouve des parcours piétonniers et cyclables, avec une aire de jeu de 600 m² et trois petits lacs dont la superficie totale s'élève à 1 500 m² environ.

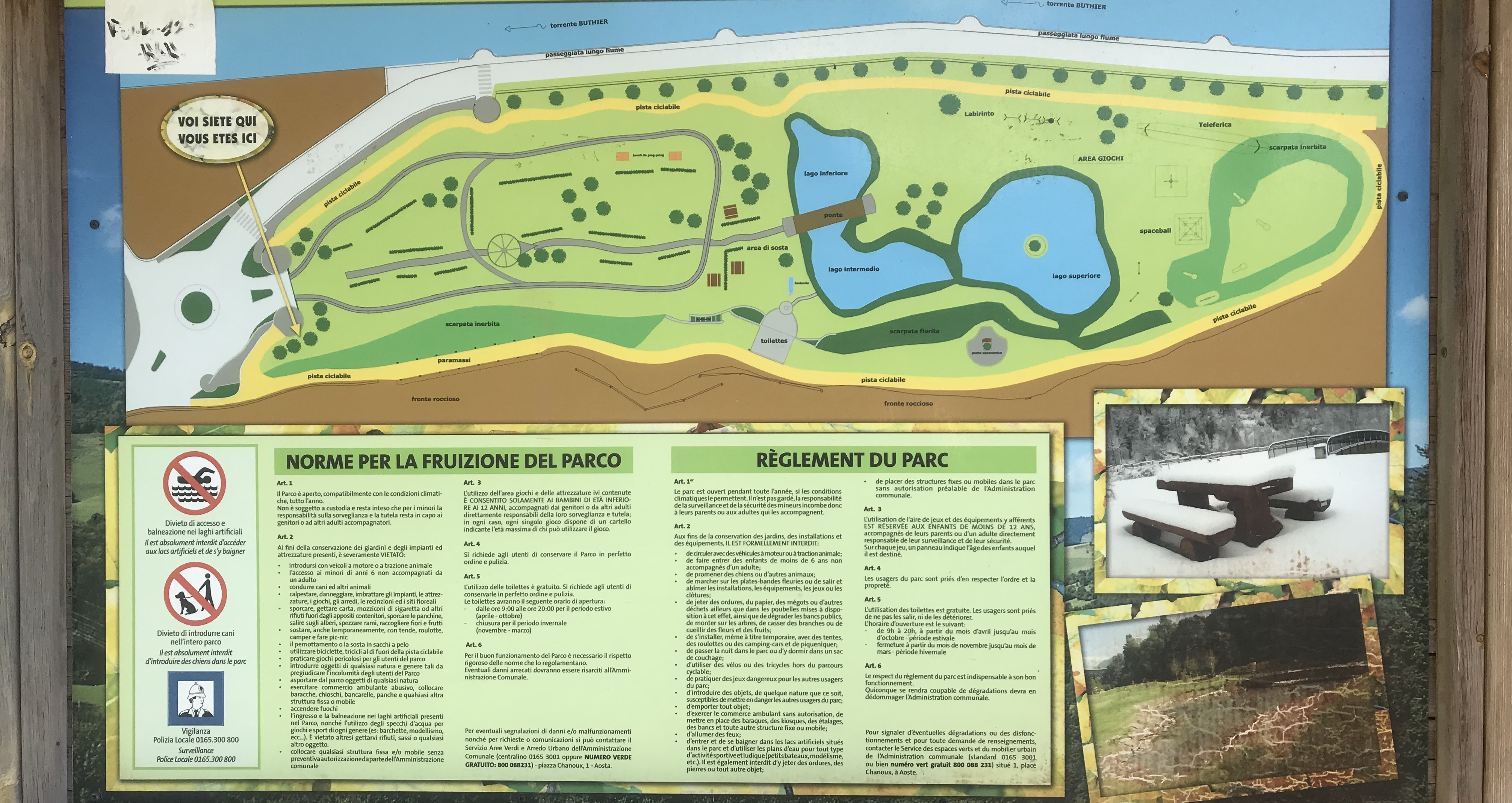
Panneau avec le plan et le règlement du parc